# 野見山清造
野見山 清造（のみやま きよぞう、1905年（明治38年）3月10日 - 1981年（昭和56年）9月7日）は、大正から昭和期の実業家、政治家。衆議院議員。

## 経歴
福岡県出身。1918年（大正7年）川津尋常高等小学校（現飯塚市立片島小学校）を卒業した。
野見山鉱業所取締役、飛川鉱業所社長を務めた。また、二瀬町議会議員、同議長を経て、1951年（昭和26年）福岡県議会議員に選出され3期在任し、1960年（昭和35年）6月27日に同議長となり1963年（昭和38年）4月17日まで2期務めた。
1963年（昭和38年）11月21日の第30回衆議院議員総選挙に福岡県第2区から自由民主党所属で出馬して当選し、衆議院議員を1期務めた。
その他、日本遺族会理事、福岡県遺族会会長、城南タクシー社長などを務めた。
1981年9月7日、肺癌により飯塚市の飯塚病院で死去した。